# Nneka
Nneka Egbuna, née le 24 décembre 1981 à Warri, est une chanteuse de hip-hop, reggae et soul nigériano-allemande.

## Biographie

### Enfance
Nneka Lucia Egbuna nait à Warri, d'un père nigérian et d'une mère allemande. Nneka est un prénom igbo provenant du peuple Ibo habitant la partie orientale du Nigeria et qui signifie « la Mère suprême, la Meilleure mère ». Elle grandit à Warri dans la région du delta du Nigeria. Elle va à l'école primaire Delta Steel Company et suit ses études secondaires au Nigerian National Petrolum. Nneka s'initie au chant dès son plus jeune âge dans son école et à la chorale de l'église. Après s'être installée à Hambourg, en Allemagne, elle poursuit une carrière de chanteuse tout en continuant des études d'anthropologie. Elle passe son temps entre le Nigeria et la ville allemande de Hambourg.

### Carrière
Depuis 2003, Nneka travaille en étroite collaboration avec DJ Farhot, producteur et DJ hip-hop de Hambourg. Jeune chanteuse, elle attire l'attention du public en 2004, en première partie de l'artiste ragga dancehall Sean Paul.

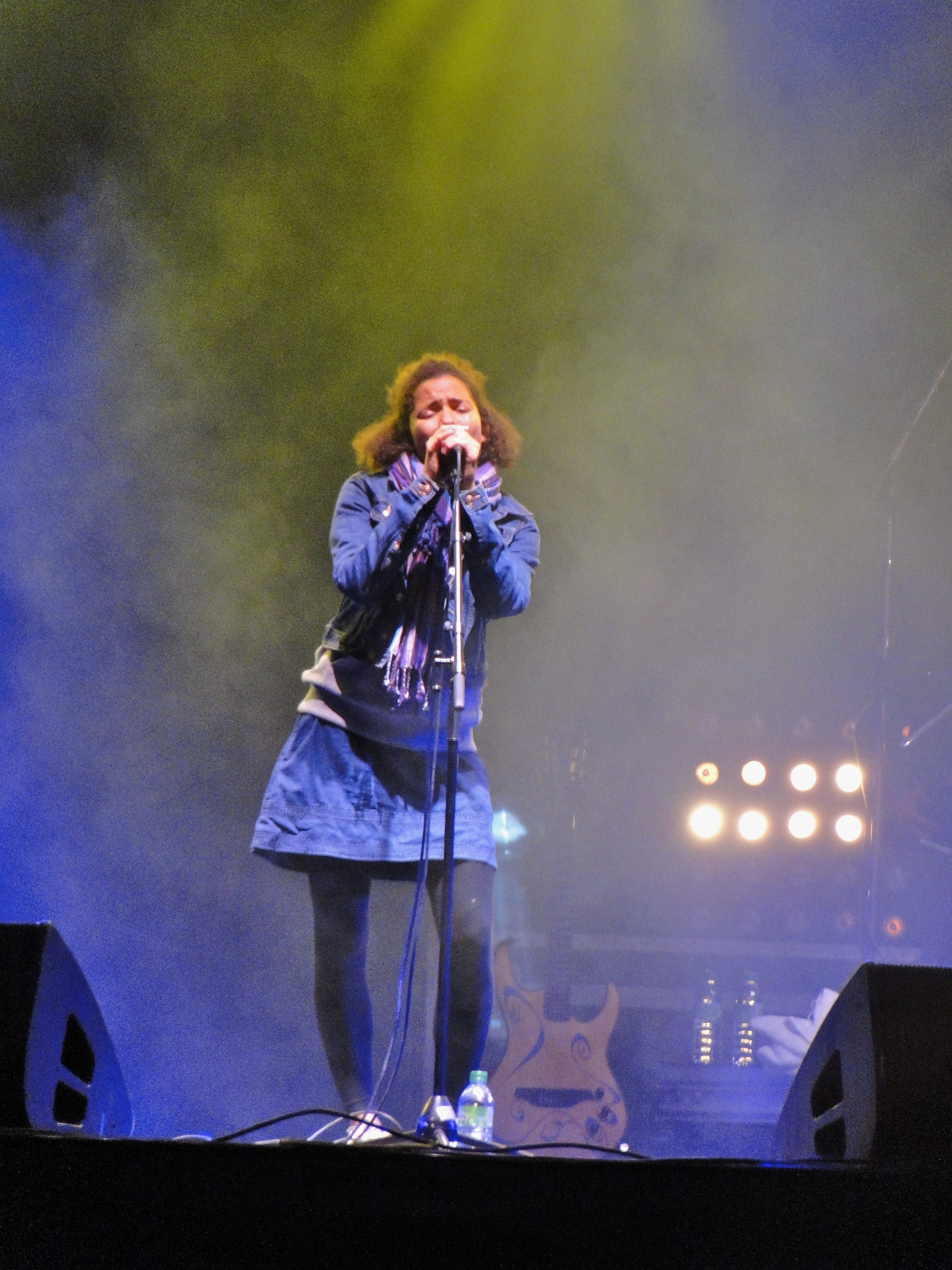
Nneka au festival Rock en Seine, Paris, 2011

Après la production de son premier EP Victim Of Truth avec le label de musique Yo Mama's Recording Company, elle assure la première partie des 17 concerts de Patrice Bart-Williams  en Allemagne, en Autriche et en Suisse, fin avril 2005.
Elle finit d'enregistrer son premier album en automne 2005. Intitulé Victim Of Truth, il ne sort pas seulement en Allemagne, mais aussi en Angleterre, en France, aux Pays-Bas, au Nigeria et au Japon. Il obtient des critiques élogieuses de la presse, le journal britannique Sunday Times déclarant plus tard que l’album a été « the year’s most criminally overlooked album » (l'album de l'année le plus criminellement oublié »), en le comparant avantageusement à The Miseducation of Lauryn Hill.
Après la sortie de cet album, Nneka commence les tournées, en se produisant dans des festivals tels que le Summer Chiemme Reggae, Haarlem (BevrijdingsPop), La Haye (Park Pop) et Saint-Brieuc (Festival Art Rock) ainsi que dans des lieux prestigieux tels que La Maroquinerie et le New Morning à Paris, Tivoli à Utrecht, Paradiso à Amsterdam et Cargo et ULU à Londres. Elle fait aussi les premières parties de Femi Kuti, Bilal, Seeed et Gnarls Barkley.
En février 2008, elle sort son deuxième opus « No longer at Ease » . Le titre de l'album est tiré de l'ouvrage éponyme de l'écrivain Chinua Achebe. Le sujet de la plupart des chansons est la politique, le sort des habitants du delta du Niger et la corruption dans sa patrie de Nneka. « No Longer at Ease » allie la politique et le vécu personnel dans « une combinaison gagnante de soul, hip-hop et reggae ». Le single, «Heartbeat », devient sa première chanson à percer le Top 50 allemand. Elle apparait également sur le titre A l'ombre du mâle en featuring avec le rappeur Médine. En septembre 2009, la chanson arrive à la 20e place dans le UK Singles Chart.
Les mois suivants Nneka tourne en France, en Italie et au Portugal et elle est en première partie de Lenny Kravitz lors de sa tournée française en avril 2009.
Nneka est nommée dans trois catégories pour les Channel O Music Video Awards de 2009, et a remporté le prix pour le « Meilleur Act Africain » des MOBO Awards 2009.
Fin 2009, elle est choisie comme une des « 50 artistes de la relève » du Beyond Race Magazine. Elle apparaît dans le numéro 11 de la publication (avec les Bodegagirls et J. Cole en couverture) et donne une interview exclusive pour le site du magazine.
En novembre 2009, Nneka part pour la première fois en tournée aux États-Unis où elle se produit à New York, Vienne (Washington DC), Boston, Philadelphie, Los Angeles et San Francisco. De plus, elle est « special guest » des The Roots à New-York.
Le 2 février 2010, elle sort son troisième album, Concrete Jungle, qui est une compilation de ses deux premiers albums.
Sa chanson « Kangpe » est également présentée dans la bande sonore du jeu vidéo EA Sports FIFA 2010.
En janvier 2010, Nneka apparait dans le Late Show with David Letterman à New York avant de commencer sa tournée américaine.
En juin 2010, elle remporte le prix dans la catégorie reggae du Museke Online Africa Music Award 2010 avec sa chanson à succès, « Africans ».
Elle fait une tournée avec Nas et Damian Marley pour le lancement de leur album « Distant Relatives » . Elle réalise un remix de son hit, « Heartbeat » avec Nas, qui devrait être rendu public prochainement.
Elle participe également aux festivals de Lilith Fair, Lollapalooza, South by Southwest, Outside Lands Music and Arts Festival et Newport Folk Festival. Elle se produit à Washington, Raleigh et Charlotte (États-Unis). Elle enregistre une chanson pour la Coupe du Monde FIFA 2010 en Afrique du Sud avec le titre « Viva Africa ». Il s'agit d'un hommage à la première coupe mondiale sur le sol africain.
Elle remporte le prix du meilleur artiste local au Nigeria à la cérémonie du Nigeria Entertainment 2010, qui s'est tenue à New York, aux États-Unis.
Le 26 septembre 2011 sort son album Soul Is Heavy. En 2015 sort son volume suivant, My Fairy Tales.

## Style de musique

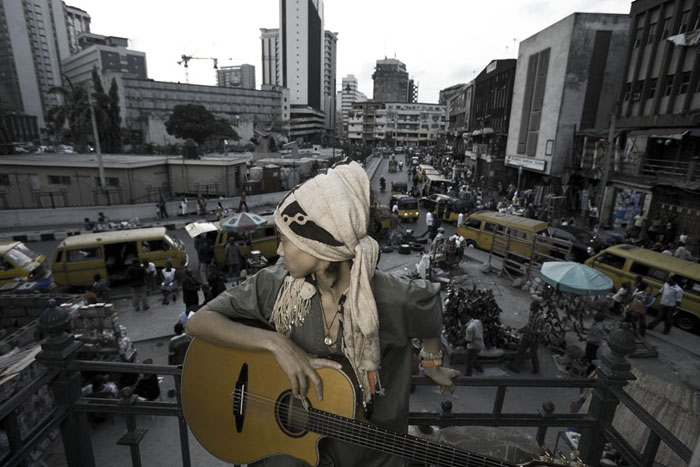
Nneka

Même si Nneka chante plus qu'elle ne rappe, elle désigne le « hip-hop » comme sa racine musicale primordiale et sa plus importante source d'inspiration, tout en citant des artistes comme Fela Kuti et Bob Marley, ainsi que les rappeurs contemporains Mos Def, Talib Kweli et Lauryn Hill comme influences principales[source insuffisante].
Ses textes sont inspirés pour une grande partie de son histoire, de sa vie au Nigeria et du temps qu’elle a passé en Europe. Ses chansons soulignent les problèmes liés au capitalisme, à la pauvreté et à la guerre et comportent souvent des messages moraux et des références bibliques, certains commentateurs de musique la comparent à Erykah Badu et Neneh Cherry.

## Discographie
Albums
- 2005 : Victim Of Truth
- 2008 : No longer at Ease
- 2009 : To and Fro
- 2010 : Concrete Jungle
- 2011 : Soul Is Heavy
- 2015 : My Fairy Tales
- 2021 : Maya
- 2022 : Love Supreme

### Participation
- 2016 : Bonhomme sur Stacheligth de Deluxe